# ПФК ЦСКА (Москва)
 Тази статия е за футболния отбор.  За други значения вижте ЦСКА (Москва) (значения).  
ЦСКА Москва (на руски: Профессиональный футбольный клуб – ЦСКА) е руски футболен клуб. Той е един от най-старите и най-титулувани тимове в страната, основан през 1911 г. под името ОЛЛС. Седемкратен шампион на СССР. Носител на последната титла на СССР и на предпоследната купа на СССР през 1991 г.
Петкратен носител на Купата на СССР, 6 пъти шампион на Русия, 9 пъти носител на Купата на Русия, 4 пъти носител на Суперкупата на Русия, носител на Купата на УЕФА за 2005 г. ЦСКА е първият руски отбор, спечелил купа в европейските клубни турнири.

## Предишни названия
| Години      | Име |
| ----------- | --- |
| 1911 – 1923 | „Общество любителей лыжного спорта“ (ОЛЛС) („Общество на любителите на ски спорта“)                                   |
| 1923 – 1928 | „Опытно-показательная площадка Всеобуча“ (ОППВ) („Опитно-показателна площадка на всеобщото военно обучение“)          |
| 1928 – 1951 | „Спортивный клуб Центрального дома красной армии“ (ЦДКА) (Спортен клуб на Централния Дом на Червената Армия)          |
| 1941        | „Красная Армия Москва“ (ККА) („Червена армия Москва“)                                                                 |
| 1951 – 1957 | „Центральный дом Советской армии“ (ЦДСА) („Централен дом на Съветската армия“)                                        |
| 1957 – 1960 | „Центральный спортивный клуб Министерства обороны“ (ЦСК МО) („Централен спортен клуб на Министерството на отбраната“) |
| 1960 – 1994 | „Центральный спортивный клуб армии“ (ЦСКА) („Централен спортен клуб на армията“)                                      |
| 1994 –      | „ЗАО ПФК Центральный спортивный клуб армии“ (Москва) („Централен спортен клуб на армията“ (Москва))                   |

## История

### Началото
Историята на футболния клуб ЦСКА започва през август 1911 г., когато в Обществото на любителите на ски спорта (ОЛЛС) е организирана футболна секция. На базата на тази футболна секция са сформирани три отбора, които в същата година започват участие в шампионата на Москва в клас „Б“. На 27 август 1911 г. се играе първият официален мач на ОЛЛС с клуба „Вега“. Мачът завършва с победа на футболистите от ОЛЛС с 6:2. В 1917 г. отборът завоюва първо място в Казанската лига и влиза в клас „А“ на шампионата на Москва, където остава до 1922 года. През сезон 1922 ОЛЛС печели пролетния шампионат на Москва, и завършва на второ място в есенния. Това е последният сезон, в който отборът носи това име.
След създаването на СССР и реорганизацията на спорта в страната ОЛЛС е прекръвстен на ОППВ (Опытно-показательная площадка Всевобуча). Старият отбор на ОЛЛС е разформирован, и на негово място се изгражда нов. Стадионът и базата на ОЛЛС стават собственост на ОППВ. Московската футболна лига също е разформирована. На нейно място е създаден Шампионатът на Москва, която включва 8 отбора. През сезон 1926 тимът печели шампионата в Клас А.

### ЦДКА и ЦДСА. Отборът на лейтенантите
На 23 февруари 1928 г. ОППВ става част от новооснования армейски клуб ЦДКА (Централен дом на Червената Армия). През 1936 тимът участва в първия шампионат на СССР под ръководството на бившия играч на тима Павел Халкиопов. „Армейците“ завършват на 4-то място в пролетното първенство. В есенния шампионат ЦДКА заема последната 8-а позиция и трябва да изпадне. Същата година е взето решение отборите в Клас А да бъдат разширени. Следващият сезон ЦДКА завършва на 9-о място и отново би трябвало да изпадне. Тогава отборите в най-силната дивизия са разширени до 26 и така „армейците“ отново остават в Клас А. Властта измисля нов начин да подсили отбора – водещите футболисти на другите отбори да карат военна служба, при която да играят за ЦДКА. Един от първите случаи е с нападателят Григорий Федотов. Впоследствие Федотов става истинска легенда на „армейците“ и първият футболист, отбелязал 100 гола в шампионата на СССР. През 1938 тимът става втори в първенството, като шампион е Спартак Москва.
През сезон 1941 армейците получават названието ККА (Команда красной армии), но поради началото на втората световна война отборът не изиграва нито един мач под това име. По време на войната военното ръководство забранява на футболистите да са на фронта. По това време отново се провежда шампионат на Москва, който ЦДКА печели. През 1944 е възобновен турнирът за Купата на СССР. Там армейците достигат до финал, който губят от ленинградския Зенит с 1:2.
През сезон 1946 ЦДКА, под ръководството на Борис Аркадиев, става шампион за СССР за първи път. До края на десетилетието следва златен период за отбора, който получава прозвището Команда лейтенантов (Отборът на лейтенантите). Основни играчи в тима са „атомната петорка“ Григорий Федотов, Алексей Гринин, Владимир Дьомин, Валентин Николаев и Всеволод Бобров, вратарят Владимир Никаноров, десният бек Константин Лясковский. По това време най-големият конкурент за титлата е тимът на Динамо Москва. Под ръководството на Аркадиев за 6 сезона ЦДКА става 5 пъти шампион на съюза.
През 1950 тимът вече се казва ЦДСА. Година по-късно печели дубъл – първенство и купа на страната, записвайки само 3 загуби в първенството. НА следващата година обаче отборът е разформирован поради слабите резултати на СССР на олимпийските игри. Резултатите са анулирани, а футболистите отиват в други отбори. По-голямата част от ЦДСА преминават в МВО Москва, но отборът е отстранен от първенството през 1953 г. след 7 изиграни срещи.

### Реорганизиране на отбора и ЦСК МО
През 1954 година министърът на отбраната на СССР Николай Булганин възстановява отбора, който става собственост на министерството на отбраната. Треньор става Григорий Пинайчев. Селекцията е проблем, тъй като много от звездите на армейците са завършили кариерите си. На 5 април 1954 новият ЦДСА провежда първия си мач. Резултатите обаче са далеч от тези на „Отбора на лейтенантите“ и следват две поредни трети места през 1955 и 1956. През 1957 ЦСКА е напуснат от някои основни играчи. Същата година тимът е прекръстен на ЦСК МО (Централен спортен клуб на Министерството на отбраната). В първия си сезон под това име армейците завършват на пета позиция. Пинайчев е уволнен заради слабите резултати. Начело на отбора се завръща Борис Аркадиев. Той играе в схема 3-3-4, с което помага на ЦСК МО да вземат бронзовите медали. През сезон 1959 тимът заема девето място, но записва престижна победа в контрола срещу френския Стад дьо Реймс с 3:0

### ЦСКА
През 1960 г. отборът е прекръстен на ЦСКА (Централен спортен клуб на армията). Треньор отново е Григорий Пинайчев. Тимовете в шампионата на СССР стават 22 – в 2 групи по 11 отбора. Армейците се класират за финалния турнир, който включва 6 отбора, но заема последното, шесто място.
През 1961 г. на треньорския пост е назначен Константин Бесков. Той извежда тима до първо място в групата, но във финалния етап ЦСКА завършват на 4-то място. В 1962 те отново са четвърти във финалния турнир. Бесков е уволнен, а на негово място идва Вечесляв Соловьов. През 1963 форматът на първенството е изменен – 1 група с 20 отбора. ЦСКА заема седма позиция през този сезон. В началото на 1964 г. „армейците“ са поети от Валентин Николаев и под негово ръководство се класират на трето място. Това не удовлетворява ръководството и Николаев е уволнен в края на 1965 г. Въпреки това ЦСКА продължава да крета в средата на таблицата. През 1969 Валентин Николаев се завръща начело на ЦСКА.
През 1970 на полусезона ЦСКА заема четвърта позиция. Към края на сезона възпитаниците на Николаев достигат лидера Динамо и се изравняват с него по показатели. В края на сезона се играе „златен мач“ в две срещи, а за домакин е избран град Ташкент. Първият сблъсък завършва 0 – 0. В решаншът ЦСКА побеждава с 4 – 1 и става шампион за пръв път от 19 години, а капитанът Алберт Шестерньов попада в класацията на Франс Футбол „Топ 10 футболисти на планетата“. През 1971 тимът достига 1/8 финал за КЕШ, като това е и първото му участие в Европа. Една от легендите на тима – Дмитрий Багрич слага край на кариерата си в края на сезона, след повече от 300 мача за тима. В шампионата армейците завършват едва на 12 позиция.
През сезон 1973 е въведена нова система. Ако в мача има равен резултат, да се бият дузпи. Победителят получава 1 точка, загубилият 0. В началото на 1973 ЦСКА се представя силно, но завършва на 10 място. Николаев е уволнен, а на негово място идва Валентин Агапов. През 1975 година е назначен за треньор Анатоли Тарасов. Под негово ръководство „армейците“ се класират едва на 13 позиция. Две от легендите на отбора слагат край на кариерите си – Владимир Федотов и Владимир Капличний. В началото на 1976 треньор става Алексей Мамикин. ЦСКА завършва на седмо място, а вратарят Владимир Астаповский става футболист на годината. През 1977 тимът завършва на разочароващото 14 място в шампионата, под ръководството на Всеволод Бобров.
През 1978 армейците подобряват играта си и завършват на шесто място, но Бобров е уволнен. Легендарният нападател много тежко преживява уволнението и почива през лятото на 1979 г. На негово място треньор става Сергей Шапошников. В началото на 80-те години ЦСКА е средняшки отбор, а треньорите се сменят често. През сезон 1984 са привлечени млади надежди като Сергей Фокин и Дмитрий Кузнецов. Този сезон е най-лошият в историята на ЦСКА. Тимът изпада от шампионата на СССР, като събират само 19 точки и завършва на последно място.

### Криза и изпадане в Първа лига
В сезон 1985 треньорът Юрий Морозов освобождава от отбора цели 28 играчи. Сред тях е и тогавашната звезда на ЦСКА Александър Тарханов, както и важни играчи като Валерий Глушаков, Борис Кузнецов, Николай Булгаков. Морозов привлича 13 младоци от юношеските формации на „армейците“. Новите звезди в отбора са Валерий Шмаров, Владимир Татарчук и Игор Корнеев.
Армейците заемат трето място в зона Запад. Във финалния турнир те не успяват да се класират за Висшата дивизия.
През следващия сезон ЦСКА е начело в Първа Лига, заедно с грузинския Гурия. Двата тима играят „златен мач“ за промоция, в който „армейците“ печелят с 2:0.
През 1987 ЦСКА играе отново във Висшата лига на шампионата на СССР. В мач срещу Жалгирис нападателят и капитан на московчани Сергей Березин получава черепно-мозъчна травма и прекарва половин година в кома. Сергей успява да се събуди от комата, но прекратява кариерата си. През сезона ЦСКА постига едва 6 победи през целия сезон и отново изпада. На мястото на Морозов идва Сергей Шапошников. Отборът запазва целостта си, като се подсилва със защитника Андрей Мох и завърналия се Валерий Глушаков. Армейците се представят на ниво, но малко не им достига, за да спечелят промоция. Отборът завършва на точка от първия Ротор Волгоград. Шапочников подава оставка.
През 1989 треньор става Павел Садирин. Специалистът успява да комплектова младия отбор, който стартира първенството с 5 победи, в които отбелязва 15 гола и не допуска нито един. ЦСКА не оставя шансове на конкуренцията, записвайки 27 победи, 18 от които с разгромен резултат. В този сезон отборът вкарва цели 113 попадения, а головата разлика е с резултат +85
Голмайстор на лигата е Валерий Масалитин с 32 гола. Освен него още четирима футболисти отбелязват двуцифрено количество попадения – Дмитрий Кузнецов (15), Игор Корнеев (14), Владимир Татарчук (13) и Валерий Брошин (11). След убедителното представяне в Първа лига в отбора започва възраждане.

### Златният дубъл
В началото на сезон 1990 ЦСКА привлича нови млади таланти като Андрей Новосадов и Илшат Файзулин. В средата на 90-те те ще се окажат едни от лидерите на отбора. Голмайсторът от предния сезон Валерий Масалитин е продаден на холандския Витес. Холандците уреждат на ЦСКА подготвителен лагер. В първия полусезон ЦСКА събира 17 точки от 24 възможни. През втория полусезон Масалитин се връща в отбора, а „армейците“ редуват победи със загуби. В Купата на СССР достигат финал, но губят от Динамо Киев. На 6 септември 1990 в мач срещу Ротор, ЦСКА побеждава с разгромното 7:0, а Масалитин отбелязва 5 попадения. През сезон 1990 „армейците“ заемат второ място в шампионата на СССР, след като губят директния мач с шампиона Динамо Киев с 1:4, което не позволява на ЦСКА да се пребори за титлата. Това класиране остава рекордно за отбор, спечелил промоция във Висшата дивизия.
В началото на 1991 нападателят Сергей Дмитриев е продаден на испанския Херес. За негов заместник е привлечен Лев Матвеев, но той вкарва едва едно попадение в 16 мача. На 10 март, в първия кръг на шампионата, ЦСКА разгромява Металист (Харков) с 4:0. В следващите 5 мача ЦСКА е безупречен – 5 победи с голова разлика 14 – 4. На финала за купата на СССР армейците побеждават Торпедо Москва с 3:2. Две попадения на Игор Корнеев и едно на Олег Сергеев донасят трофея на ЦСКА. Ден след финала за купата вратарят Михаил Ерьомин загива в автомобилна катастрофа, на път за родния си Зеленоград. На погребението на Ерьомин футболистите се заклеват, че ще спечелят шампионата в чест на загиналия си съотборник. За заместник на Ерьомин е привлечен Дмитрий Харин, който е несменяем титуляр до края на сезон 1992. По-късно Харин става национал на Русия и пази за английския Челси
На 18 септември московчани се срещат с ФК Рома в мач от КНК, но губят 1:2. В ответния двубой „армейците“ побеждават с 1:0, но италианците продължават заради повече голове на чужд терен. На 27 октомври 1991 ЦСКА побеждава Динамо Москва и става шампион на СССР. Решителният гол е дело на защитника Дмитрий Галямин. Така отборът става шампион на съюза за първи път от 21 години и за последен в цялата си история.

### Период на трудности
След разпадането на СССР много от основните играчи напускат ЦСКА. Триото Дмитрий Кузнецов, Дмитрий Галямин и Игор Корнеев подписва с Еспаньол, Валерий Брошин преминава във Финландия, а Владимир Татарчук – в Славия Прага. Така отборът започва в подмладен състав. Първия си мач в шампионата на Русия ЦСКА изиграва срещу Спартак Владикавказ. В този мач „армейците“ губят с 0:2. В първия етап на шампионата ЦСКА се класира на 4 позиция, но във финалната част от първенството остава едва пети.
В купата на Русия ЦСКА достига финал, но отборът е победен от набиращия сила Спартак Москва с 0:2. 2 гола отбелязва Владимир Бесчастних. В началото на 90-те години съперничеството между двата тима прераства в най-голямото дерби на страната, наречено Главно московско дерби.
В средата на 1992 Садирин става треньор на Русия и е сменен от Генади Костельов. През септември 1992 г. ЦСКА побеждава Викингур с 4:2 и 1:0 в Шампионската лига. В следващия кръг армейците се срещат с тогавашния европейски клубен шампион Барселона. Първият мач в Москва завършва 1:1. В реванша армейците побеждават Барселона насред Ноу Камп, като обръщат резултата от 0:2 до 3:2. Головете за ЦСКА отбелязват Евгений Бушманов, Дмитрий Карсаков и Денис Машкарин.
През 1992/93 ЦСКА Москва за първи път достига груповата фаза на Шампионска лига. Отборът обаче домакинства в Берлин, поради лошите условия на московските стадиони. Армейците играят в група с Клуб Брюж, Глазгоу Рейнджърс и Олимпик Марсилия. Еврокампанията на ЦСКА не е особено успешна, тъй като тимът завършва на последно място в групата само с 2 спечелени точки.
През сезон 1993 „армейците“ отново се представят слабо в шампионата на Русия, като остават девети. Те записват срамна загуба от Спартак Москва с 0:6. ЦСКА отново достига финала на купата, но малко преди него Костельов е уволнен. Налага се армейците да играят без треньор. Червено-сините губят от ФК Торпедо Москва с 5:3 след дузпи. На мястото на Костельов е назначен Борис Копейкин. През 1994 г. е привлечен младия Сергей Семак, който по-късно става една от легендите на отбора.

### ПФК ЦСКА Москва
През 1994 г. министерството на отбраната продава 49% от акциите си на Олег Ким поради финансови затруднения. Оттогава пълното име на тима е ЗАО Професионален футболен клуб ЦСКА Москва В началото на сезона „армейците“ тръгват много зле, вкарвай само 7 попадения за един полусезон. Това довежда и до смяна на треньора, като начело на отбора застава Александър Тарханов. В шампионата московчани завършват на разочароващото 10 място, а в Купата на Русия е изгубен трети пореден финал – този път от Спартак с 2:4 след изпълнение на дузпи
В следващия сезон тимът е подсилен с Владислав Радимов и Дмитрий Хохлов, които заедно с вече наложилия се Семак тримата формират ядрото на ЦСКА. Много от опитните футболист, в това число и Александър Гришин, Дмитрий Бистров и Сергей Колотовкин напускат тима. Отборът се представя много по-добре от предния сезон, като достига петата позиция. Голяма част от футболистите са юношески и младежки национали, а Владислав Радимов и Владимир Лебед стигат и до мъжкия национален отбор на Русия.
През 1996 в тима идват първите чужденци, които не са от бившия СССР – бразилските халфове Леонидас Ферейра и Леандро Самарони. Те обаче не оставят добри впечатления и на следващата година са продадени. Също така е привлечен и литовецът Едгарас Янкаускас, който вкарва 9 гола в 18 мача. През август ЦСКА отстранява исландския Акранес в купата на УЕФА, но отпада в следващия кръг от Фейенорд. Към края на сезона ЦСКА записва 7 поредни победи в шампионата и няколко кръга преди края са на трето място, но загубите от Балтика и Черноморец оставят отбора едва пети.
В началото на 1997 г. се заражда конфликт между ръководството. Александър Тарханов отива в Торпедо Москва и привлича основните футболисти на ЦСКА – Янкаускас, Хохлов, Денис Машкарин и капитана Евгений Бушманов. Начело на отбора се връща Павел Садирин. Той привлича трима футболисти от Зенит, които по-късно ще се окажат лидерите на отбора – Максим Боков, Дмитрий Хомуха и Владимир Кулик. В ЦСКА се завръща и Александър Гришин. Отборът не успява да се сработи през по-голямата част от сезона и „армейците“ завършват на разочароващата 12-а позиция. В края на годината се случва трагедия в състава на ЦСКА – умира защитникът Сергей Мамчур.
През 1998 в отбора са привлечени 7 нови футболисти, сред които Олег Корнаухов, Евгений Варламов и Сергей Филипенков. Въпреки това, отборът продължава да играе слабо и на полусезона заема 14-о място. Скоро Садирин е уволнен и на негово място е привлечен Олег Долматов. През август 1998 г. чеченският бизнесмен Шахруди Дадаханов придобива контролния пакет акции на ЦСКА и става президент на клуба. Първият мач под ръководството на Долматов е срещу бившия клуб на специалиста Черноморец, в който армейците удържат победа с 4:1. Следва серия от 7 поредни победи без допуснат гол и с обща голова разлика 18:0. На 26 септември 1998 г. в Главното московско дерби ЦСКА разгромява Спартак с 4:1. Два гола вкарва Дмитрий Хомуха, а по един добавят Бородкин и Семак. До края на сезона победната серия на отбора нараства до 12 мача, като армейците остават на 3 точки зад шампиона Спартак.
В началото на 1999 отборът се подсилва с някои млади футболисти. За капитан на отбора е избран Евгений Варламов. На полусезона ЦСКА заема трета позиция и така остава до края на сезона. Отборът на армейците достига 1/4 финал в Купата на Русия, където отпада от бъдещия носител Зенит. В Шампионската лига ЦСКА среща новрежкия Молде. В първия мач е постигната победа с 2:0, но в мача реванш норвежците разбиват ЦСКА с 4:0.
През 2000 са привлечени 9 футболисти. Дългогодишният титулярен вратар Андрей Новосадов е даден под наем на Локомотив Нижни Новгород, а вместо него пристига Юрий Окрошидзе от Рубин Казан. Въпреки това, ЦСКА записва 6 поредни мача без отбелязан гол. Долматов подава оставка и на поста се връща Павел Садирин. В първенството армейците успяват да достигнат само до 8 място. В Купата на Русия отборът върви по-добре, достигайки финал, където губи от ФК Локомотив Москва след решаващ гол на бившия юноша на ЦСКА Дмитрий Буликин. В края на 2000 г. стадион Песчанка е закрит, защото не отговаря на изискванията за провеждане на мачове от първенството. Тогава ЦСКА се мести на стадион Динамо. В края на 2000 Дадаханов обявява отбора за продан.
На 20 февруари 2001 тимът е закупен от бизнесмена Евгений Гинер и компанията му АВО Капитал. Част от акциите притежават министерстово на отбраната и фирмата Blue Castle Enterprises Limited. В отбора са привлечени Денис Попов, Юрис Лайзанз и Сергей Перхун. В първите 3 кръга отборът записва три поражения и не показва качествена игра. Въпреки това, отборът завършва полусезона на 5 позиция. През лятото селекцията на ЦСКА в мащабна – в тима пристигат цели 11 футболисти – Алексей Березутски, Игор Яновский, Вениамин Мадрикин, Андрей Соломатин, Елвер Рахимич, Предраг Ранджелович, Роман Монарьов, Спартак Гогниев, Владимир Кузмичев и Александър Беркетов.
На 18 август в мач срещу Анжи титулярният вратар Сергей Перхун се сблъсква с Будун Будунов. И двамата получават тежки мозъчни травми. След няколко дни Будунов е изписан, но Перхун умира седмица след инцидента. Трагедията оказва своето влияние и отборът завършва сезона на седма позиция. Към края на годината старши треньорът Павел Садирин се разболява тежко и на 1 декември 2001 г. също почива. В последните кръгове от сезона ЦСКА е ръководен от Александър Кузнецов.

### Ерата на Газаев
В началото на сезон 2002 треньор става Валери Газаев. От доскорошния си тим Динамо (Москва) той привлича десния халф Ролан Гусев и литовския бранител Дейвидас Шемберас. От Торпедо Москва пристига защитникът Вячеслав Даев, а от Торпедо-ЗИЛ – Василий Березутски. Нападението е усилено с футболиста на Ростселмаш Дмитрий Кириченко. ЦСКА започва сезона с пет поредни победи. Те побеждават Спартак Москва с 3:0, като червено-белите нямат точен удар във вратата на „армейците“. На полусезона ЦСКА са втори, на 4 точки зад ФК Локомотив Москва и с мач по-малко. На 12 май 2002 ЦСКА побеждава Зенит с 2:0 във финалния мач за купата. Капитанът Сергей Семак посвещава трофея на починалия преди по-малко от година Сергей Перхун. В купата на УЕФА ЦСКА играят с Парма, но отпадат още в първия кръг. След края на 30-ия кръг в първото издание на Премиер-лигата, ЦСКА и Локомотив имат еднакви точки. Играе се директен мач за титлата на 21 ноември. Локомотив го печели с гол на Дмитрий Лосков, а ЦСКА за пореден път не успява да стане шампион на Русия. Голмайстори на първенството с по 15 попадения стават Ролан Гусев и Дмитрий Кириченко.
Преди началото на сезон 2003 в отбора пристига Иржи Ярошик. Чехът играе само година и половина в ЦСКА, но се оказва важна фигура в състава. В първенството ЦСКА се разправя с всичко по пътя си и на полусезона е убедителен лидер, с 6 точки пред втория – Сатурн. 17-годишният талант от школата Игор Акинфеев успява да стане титулярен вратар. Треньорът Валери Газаев поема и националния отбор на Русия. В състава е привлечен още един нападател – голмайсторът на хърватското първенсто – Ивица Олич. Той вкарва 7 гола в 10 мача. Отборът отпада още в предварителните кръгове на Шампионската лига, след като е победен от Вардар Скопие. Все пак ЦСКА играе достатъчно убедително в първенството и става шампион на Русия за първи път в историята си. През ноември 2003 Газаев подава оставка. Новият треньор е португалският специалист Артур Жорже.
През 2004 г. тимът се сбодива с нов спонсор – Сибнефт и е подсилен с Юрий Жирков, Даниел Карвальо, Евгени Алдонин и Сергей Игнашевич. Те се превръщат във важни фигури в състава. Под ръководството на Жорже, ЦСКА е едва на пето място. На полусезона португалецът е уволнен, а Валери Газаев се връща на поста. През лятната пауза са привлечени Вагнер Лав и Милош Красич. Отборът участва в Шампионската лига и в третия квалификационен кръг преодолява Глазгоу Рейнджърс. В груповата фаза отборът играе с Пари Сен Жермен, ФК Порто и ФК Челси. ЦСКА завършва на трето място и продължава участието си в купата на УЕФА. В шампионата ЦСКА завършва втори, само на 1 точка зад Локомотив Москва.
| Акинфеев В.Березутски А.Березутски Игнашевич Одиа Карвальо Алдонин Рахимич Жирков Лав Олич |
| Стартов състав от финала на купата на УЕФА 2004/05.                                        |

В началото на 2005 клуба напускат Сергей Семак, който отива в ПСЖ, Иржи Ярошик, който е взет в Челси и Дмитрий Кириченко, който преминава във ФК Москва. В купата на УЕФА ЦСКА отстранява силни съперници като Бенфика, Партизан, Оксер и Парма. Бразилците Даниел Карвальо и Вагнер Лав са с основен принос за доброто представяне на ЦСКА и успехите на европейската сцена. На 18 август 2005 г. във финала на Купата на УЕФА насред „Жосе Аваладе“ „армейците“ разбиват Спортинг с 3:1. Голове на Алексей Березутски, Вагнер Лав и Юрий Жирков донасят трофея на ЦСКА. Три асистенции записва Даниел Карвальо. Отборът печели купата на Русия и не оставя шансове на конкуренцията в шампионата. Това е може би най-силният сезон на ЦСКА Москва в цялата му клубна история.
През 2006 в състава идва само едно ново попълнение – Жо. Във втория кръг от шампионата бразилеца с екставаганта прическа вкарва 4 попадения на Шинник Ярославъл при победата с 5:0. На полусезона ЦСКА дели първото място със Спартак. Тези 2 отбора се срещат на финала за купата на Русия, където „синьо-червените“ побеждават с 3:0. Отборът се представя на ниво в Шампионската лига, като записва престижни победи срещу Арсенал и Хамбургер ШФ – и двете с по 1 – 0. През този сезон основните играчи на отбора са Даниел Карвальо и Игор Акинфеев. ЦСКА Москва остава трети в групата и на 1/16 финалите на Купата на УЕФА отпадат от Макаби Хайфа след 0:0 в първия мач и 1:0 за израелския отбор в реванша. В шампионата ЦСКА отново печели, осигурявайки си титлата кръг преди края.
В началото на 2007 отбора напуска Ивица Олич, който е продаден на Хамбургер ШФ след скандал с Газаев. Привлечени са Рамон и Джанер Еркин, а ЦСКА печелят купата на Първи канал. В първите 7 срещи отборът допуска само една загуба, но скоро вратарят Игор Акинфеев се контузва тежко и заместникът му Вениамин Мадрикин не се справя на ниво. Другата основна фигура Даниел Карвальо също е с травма и пропуска почти целия сезон. Следват редица слаби мачове и ЦСКА е едва 5-и на полусезона. Привлечени са Павел Мамаев и Давид Янчик, а под наем са взети Евгений Помазан и Едуардо Ратиньо. Отборът успява да се стабилизира и да завърши сезона на трета позиция.
През 2008 отборът се отправя на лагер в Дубай. В първия си мач от шампионата ЦСКА завършва 1:1 с Шинник. Отборът се движи на втора позиция, след Рубин Казан. На полусезона Жо е продаден на Манчестер Сити, а Даниел Карвальо е даден под наем на Интернасионал. На негово място идва Алан Дзагоев. Младокът замества Карвальо по перфектен начин и помага на отбора да нанесе тежка загуба на Спартак с 5:1 в Главното московско дерби. На 8 юли Гинер заявява, че Валери Газаев напуска ЦСКА след края на сезона. В 22-ри кръг отборът побеждава носителя на Купата на УЕФА Зенит с 3:1. ЦСКА остава втори в шампионата, на 4 точки от Рубин. На 18 септември отборът започва участието си в купата на УЕФА с мач срещу Славен Белупо. Отборът достига до групите, където е с Нанси, Депортиво, Фейенорд и Лех Познан. Армейците записват 4 победи и се класират напред.
С Валери Газаев начело ЦСКА Москва печели три пъти титлата на Русия, четири Купи на Русия, три Суперкупи и Купата на УЕФА. Отборът израства и заема водещи позиции в руския футбол и пробива на европейската сцена.

### Ерата на Слуцкий
През 2009 армейците изпадат в криза. В началото на сезона за треньор е назначен Зико. Привлечен е чешкия таран Томаш Нецид, който вкарва и победният гол срещу Рубин в мач за Суперкупата на Русия. На 18 февруари отборът завършва 1:1 с Астън Вила в Купата на УЕФА, а в реванша побеждава с 2:0. Веднага след края на мача договор с тима подписва Муса Мазу. Той се оказва разочарование, след като вкарва едва 3 гола в 15 срещи. ЦСКА отпада на 1/8 финал от бъдещия носител на купата на УЕФА Шахтьор. Все пак армейците печелят купата на Русия за 5 път в историята си.
Отборът не играе никак добре в шампионата. На полусезона напускат Юрий Жирков и намиращият се в слаба форма Вагнер Лав. На 10 септември треньор става Хуанде Рамос. За месец и половина той не успява да стабилизира отбора. В края на 2009 е назначен Леонид Слуцкий, а тимът завършва на разочароващото 5-о място. В Шампионската лига ЦСКА стига до престижно равенство с Манчестър Юнайтед 3:3, побеждава Волфсбург и Бешикташ. В последната среща с турците победен гол на Евгений Алдонин класира ЦСКА на 1/8-финалите.
На 16 февруари 2010 „армейците“ се класират за 1/4 финал в Шампионската лига, след като побеждават Севиля с 2:1 насред стадион „Рамон Санчес Писхуан“. Първата среща между двата отбора завършва 1:1. В 1/4 финалната фаза отпада от Интер след 2 поражения с по 1:0. В началото на 2010 отборът вече играе на Арена Химки, тъй като наемът на Лужники е прекалено висок. През сезон 2010 съставът е подсилен със Зоран Тошич и Сейду Думбия, а голмайсторът на шампионата от 2008 година Вагнер Лав прави повторния си дебют. Вратарят Вениамин Мадрикин е продаден на Динамо Брянск. На 24 август 2010 московските армейци се класират за групите на Лига Европа, като побеждават Анортозис с 2 – 1 в мач реванш от плейофната фаза. Първият мач завършва 4:0 за руския отбор.
На 27 август 2010 стартира проектът на официалния сайт на отбора „100 години-100 събития“. Той има целта да определи сто от най-важните събития в историята на клуба и приключва точно една година по-късно, когато се навършва един век от основаването на ОЛЛС – предшественика на „московските армейци“.
През 2010/11 „армейците“ са в една група с Палермо, Спарта Прага и ФК Лозана в Лига Европа. На 26 септември 2010 Вагнер Лав става първият чужденец, член на Клуб Григорий Федотов. През ноември 2010 ЦСКА прескача групите на Лига Европа след победа срещу Палермо с 3:1. 2 гола в този мач вкарва Томаш Нецид. През сезон 2010 „армейците“ завършват втори в Премиер-Лигата, след победа над Спартак Москва с 3:1.
На 1/16 финалите на Лига Европа ЦСКА се пада с ПАОК (Солун). На 5 януари 2011 тимът напусакат трансферните провали Рамон Осни Морейра Лаге и Рикардо Жесус, като и двамата продължават кариерите си в Бразилия.
През февруари 2011 ЦСКА отстранява ФК ПАОК след 1:0 и 1:1. В първия мач дебютира латвийският халф Александър Цауня, но не впечатлява особено. ЦСКА побеждава с попадение на Томаш Нецид. На реванша „армейците“ допускат гол, след като титулярният вратар и капитан Игор Акинфеев се контузва и е сменен от Сергей Чепчугов. В 80-ата минута Сергей Игнашевич вкарва и класира армейците в следващата фаза на турнира.
През март 2011 ЦСКА за втора поредна година не успява да спечели суперкупата на Русия след загуба от Зенит с 1:0. Няколко дни по-късно, на 10 март московчани допускат втора загуба с 1:0 – от Порто за Лига Европа Втората среща завършва 2:1 за португалците и така армейците приключват участието си в Лига Европа. От 2011 отборът отново играе домакинските си мачове на Лужники.
Сезон 2011/12 в Премиер-лигата стартира добре за ЦСКА. През април 2011 армейците завършват 1:1 със Зенит, но Зенит е наказан със служебна загуба, тъй като няма в групата си играч под 21 години
На 17 април 2011 ЦСКА излиза начело в Премиер-Лигата за първи път от доста време насам, след победа с 2:0 срещу ФК Рубин Казан
Следват неубедителни игри срещу столичните Спартак и Динамо. В мачът с Динамо, армейците изпускат победата с гол на Марко Ломич в последните секунди. На 11 май 2011 в купата на Русия ЦСКА побеждава Спартак с 5:4 след дузпи и 3:3 в редовното време и се класира за финала.
На 22 май отборът за шести път печели купата на страната, като побеждава Алания. На 22 юни 2011 побеждава Локомотив Москва с 3:1 и заема първото място в Премиер-Лигата на полузезона. В мач от 16 кръг на РФПЛ ЦСКА побеждава Амкар с 2:0 и така постига победа номер 300 в шампионата на Русия.
Отборът успява да дръпне 7 точки пред втория Зенит. В мач от 18 кръг завършват наравно 1:1 с ФК Краснодар и така преднината на „армейците“ стават 5 точки. След загуба с 2:0 от Зенит, преднината на ЦСКА е стопена до две точки.
След резила срещу „питерци“ и измъкнатата в края точка срещу Рубин Казан, ЦСКА побеждава Том Томск с 3:0 и така запазва аванса си в класирането.

### Вековен юбилей и отново шампиони
На 27 август отборът навършва 100 години. Ден по-късно ЦСКА завършва 2:2 със Спартак в Дербито на Русия. В този мач вратарят Игор Акинфеев получава травма в коляното и е сменен от Сергей Чепчугов. На 31 август в състава се връща Владимир Габулов, който е взет под наем от Анжи до края на годината. През септември 2011 ЦСКА записва катастрофална загуба от Динамо с 4 – 0. След резилът в този мач се появяват слухове за оставката на Леонид Слуцкий, тъй като в последните 4 срещи ЦСКА е спечелил само 5 точки. На 14 септември завършва наравно 2:2 с френския Лил в Шампионската лига. В края на септември се появява информация за напускането на нападателя Вагнер Лав през зимния трансферен прозорец. В мач от 25 кръг „армейците“ побеждават Волга с 3 – 1. Два дни по-късно отборът губи от Интер с 2 – 3.
В шампионата ЦСКА не се представя никак убедително, след равенства с Кубан (0:0) и Терек (2:2). В последните 10 кръга „армейците“ побеждават само 2 пъти. Появяват се слухове за връщането на Валери Газаев в отбора. На 23 октомври „армейците“ побеждават Анжи като гост с 5:3. Хеттрик вкарва Сейду Думбия, а по едно попадение добавят Вагнер Лав и Алан Дзагоев. На 28 октомври Сейду Думбия вкарва хеттрик на Спартак Налчик и така става чужденецът с най-много голове в шампионата на Русия за един сезон. На 6 ноември ЦСКА завършва 1:1 с Локомотив и завършва втори в редовния сезон на РФПЛ.
Отборът започва със загуба плейофната фаза, след като отстъпва на ФК Рубин Казан с 1:2. Следва още една загуба, този път от Лил в Шампионската лига. Дебют за отбора в този мач записва Сердер Сердеров. На 7 декември „армейците“ за първи път в историята си побеждават Интер и се класират за 1/8 финалите на ШЛ, където се падат с Реал Мадрид.
В началото на 2012 отборът се подсилва с двама нови футболисти – шведският халф Понтус Вернблум и нападателят Ахмед Муса/ Отбора напуска вратарят Владимир Габулов, след като наемът му изтича. В края на януари 2012 Вагнер Лав подписва с Фламенго и напуска „армейците“ след 7,5 сезона с червено-синята фланелка. В отбора са върнати Антон Заболотний и Артур Нигматулин, които през 2011 играят под наем във ФК Урал. Те са пратени под наем съответно в Динамо Брянск и Химки. В 1/8 финалите на ШЛ „армейците“ завършват 1 – 1 с Реал Мадрид в първия мач, но на реванша губят с 4 – 1 и отпадат. Общата сума, спечелена от „армейците“ в Шампионската лига този сезон възлиза на около 12 млн. евро.
В 35-и кръг от първенството ЦСКА побеждават вечният си враг Спартак с 2:1, а голове вкарват Зоран Тошич и Сейду Думбиа. След това „армейците“ записват неубедителни игри срещу Зенит, Локомотив и Динамо. Черната серия е прекъсната в края на април, когато отново побеждават Спартак с 2:1, като по този начин се изравняват по точки с Динамо на второто място. На 2 май ЦСКА побеждава Локомотив с 3:0. В последния мач от сезона ЦСКА губи от Рубин с 3:1 и не успява да се класира за Шампионската лига.
В края на юни 2012 отборът се разделя с няколко футболиста от младежкия състав. Това са Алексей Никитин и Андрей Васянович, а клубове се търсят на Артур Нигматулин, Александър Столяренко, Александър Кудрявцев и Ника Пилиев. Също така от новия сезон в отбора заиграва защиникът Марио Фернандес
През юли 2012, след 10 години с фланелката на „армейците“, защитникът Дейвидас Шемберас напуска ЦСКА и отива в Алания. Отборът започва сезона с победа над ФК Ростов с 1:0. Във втория кръг ЦСКА губи от Амкар с 3:1, а младият Равил Нетфулин дебютира за „армейците“. В Лига Европа отборът стартира от плейофите, където играе с АИК Солна и побеждава с 1 – 0 в първия мач, но губят в реванша с гол последната секунда и отпадат. В следващите няколко кръга на шампионата „армейците“ записват победи и излизат начело в класирането след обрат срещу Волга Нижни Новгород. ЦСКА побеждава с 3:2, изоставайки на полувремето с 2:0. Още в следващия кръг губи първото място след загуба от Динамо, но побеждава Спартак в Дербито на Русия. След няколко поредни победи отборът отново се връща начело. Армейците остават първи в класирането до края на сезона и печелят шампионската титла кръг преди края.
На 1 юни 2013 ЦСКА печели и купата на Русия, записвайки златен дубъл за сезон 2012/13. На 5 юли 2013 е привлечен Георги Миланов, който става първият български футболист в състава на московските армейци. ЦСКА печели суперкупата на Русия преди началото на сезона, побеждавайки Зенит. На 24 юли 2013 отбора за пореден път напуска Вагнер Лав, който преминава в Китай. В началото „армейците“ стартират трудно, допускайки поражения от преките конкуренти Спартак и Зенит и навлизайки в серия от 5 мача без отбелязан гол. Към полусезона ЦСКА отново навлизат във форма след разгромни победи над ФК Краснодар и Терек. Голмайсторът Сейду Думбия е напълно възстановен и отбелязва 7 гола в 10 мача. През втория полусезон „армейците“ бележат възход и в последните кръгове се превръщат в пряк претендент за титлата. Шампионството е решено в последния кръг, където ЦСКА побеждава Локомотив (Москва) с 1:0 и защитава успешно шампионската титла.

### Частични успехи
Армейците започват много силно сезон 2014/15, печелейки за пореден път Суперкупата на Русия. Записва 3 поредни победи в шампионата, записвайки нова рекордна серия от 13 поредни победи в първенството. В Шампионската лига ЦСКА се пада в група с АС Рома, Байерн Мюнхен и Манчестър Сити. В тази група на смъртта армейците стартират с две загуби, но в третия мач, който е домакинство на английския първенец успяват да вземат точка след изравнително попадение от дузпа на Бибрас Натхо. В ответната среща на Итихад Стейдиъм армейците побеждават с 2:1 с две попадения на Сейду Думбия. Въпреки това, ЦСКА завършва последен в групата. В Премиер-лигата обаче представянето на отбора е далеч от очакваното. В последния кръг ЦСКА все пак се класира за Шампионска лига, изпреварвайки ФК Краснодар по брой победи в класирането.
Сезон 2015/16 започва с убедителна серия от 7 поредни победи, прекъсната след равенството със Зенит 2:2. ЦСКА участва в груповата фаза на Шампионската лига, след като в квалификациите преодолява Спарта Прага и Спортинг Лисабон. Армейците са в една група с Манчестър Юнайтед, Волфсбург и ПСВ Айндховен. Формата на тима обаче рязко пада и за трета поредна година ЦСКА не може да излезе от групите на най-комерсиалния клубен турнир. Авансът в шампионата е стопен до преднина от 3 точки пред втория ФК Ростов. През зимния трансферен прозорец халфовата линия е укрепена с привличането на Роман Широков и Сергей Ткачов. Под наем е привлечен нападателят Аарон Оланаре. ЦСКА продължава борбата на два фронта – шампионата и купата на Русия. В турнира за националната купа ЦСКА достига до финала, но там е разгромен с 1:4 от Зенит. В Премиер лигата интригата за шампионската титла се запазва до последния кръг, като преследвачът ФК Ростов остава на 2 точки зад ЦСКА. Армейците обаче печелят мачовете си до края и завоюват шеста титла на Русия в историята си.

### „Пионерският отряд“ на Гончаренко и нова собственост (2016 – 2022)
През декември 2016 г. старши треньор на „армейците“ става Виктор Гончаренко. Беларуският специалист променя схемата от 4-2-3-1 на 3-5-2. От наем са върнати Витиньо и Виктор Васин, които се превръщат в ключови футболисти в схемата на Гончаренко. Постепенно са налагани и младите футболисти Фьодор Чалов, Константин Кучаев и Тимур Жамалетдинов. ЦСКА завършва на втора позиция в Премиер лигата през сезон 2016/17.
През сезон 2017/18 ЦСКА играе в Шампионска лига, като в квалификациите преодолява тимовете на АЕК Атина и Йънг Бойс. В груповата фаза отборът среща Бенфика, Манчестър Юнайтед и Базел. В първия мач на Виктор Гончаренко начело на тима в Шампионска лига „армейците“ побеждават като гост Бенфика с 2:1. Отборът за първи път от няколко години успява да завърши на трето място в групата и да се класира за елиминациите в Лига Европа. „Армейците“ преодоляват тимовете на Цървена звезда и Олимпик Лион, а на 1/4-финалите отпадат от Арсенал. В първенството ЦСКА завършва на второ място, като шампион става тима на Локомотив (Москва).
В началото на сезон 2018/19 кариерата си прекратяват Сергей Игнашевич и братята Березуцки, а в тима са привлечени Абел Ернандес, Родриго Бекао, Никола Влашич, Яка Бийол. Александър Головин е продаден на ФК Монако за 30 милиона евро. Тимът стартира трудно в първенството като в първите 5 срещи записва само една победа. Впсоледствие тимът набира форма и се закрепя в челото, а Никола Влашич става един от лидерите на тима.
На 2 октомври 2018 г. „армейците“ поебеждават Реал Мадрид с 1:0 в мач от Шампионската лига. Въпреки че тимът печели още веднъж срещу „кралския клуб“ с 3:0 като гост, това са единствените точки за ЦСКА през сезона в турнира и „армейците“ напускат надпреварата като последни в групата, където още са Рома и Виктория Пилзен. В Премиер-лигата отборът завършва първия полусезон на трето място с най-добра защита (8 допуснати гола). През втория полусезон обаче ЦСКА играе колебливо и непостоянно приключва сезона на 4-то място. Нападателят Фьодор Чалов става голмайстор на първенството с 15 гола. По това време тимът бива наречен „пионерски отряд“ поради огромното наличие на млади футболисти в състава.
От 2020 г. собственик на клуба е фирмата ВЕБ. През сезон 2019/20 отборът завършва отново на 4-та позиция в първенството, а в групите на Лига Европа отпада, след като е в една група с Лудогорец, Еспаньол и Ференцварош.
През сезон 2020/21 тимът тръгва силно през първия полусезон, като до 15-тия кръг успява да се изкачи на първото място в Премиер лигата. Новите попълнения Бахтийор Зайнутдинов и Чидера Еджуке бързо се налагат като водещи футболисти в състава. След спад във формата през ноември и декември обаче „армейците“ губят лидерството си в първенството. Неубедителната игра продължава и след зимната пауза и Гончаренко е заменен на поста си от Ивица Олич. Под ръководството на Олич обаче ЦСКА не успява да се съвземе и след поредица неудачни резултати завършва едва на шеста позиция. Така за първи път от 20 години клубът пропуска европейските клубни турнири.
Преди началото на предсезонната подготовка за сезон 2021/22 Олич е уволнен и заменен от Алексей Березуцки. Голямата звезда на тима Никола Влашич преминава в Уест Хем, а в ЦСКА пристигат Максим Мухин и Антон Заболотни. Под ръководството на Березуцки тимът редува силни и слаби изяви, като до зимния полусезон тимът се намира на четвърто място. През зимата на 2022 г. е направена мащабна селекция, като под наем пристигат Ясуф Язъджъ, Жан-Филип Гбамен и Хорхе Караскал, а със свободен трансфер пристига Хесус Медина. Новобранците изиграват значителна роля, като Язъджъ вкарва 8 гола и става водещ реализатор на ЦСКА. Въпреки това обаче „армейците“ завършват едва пети. След края на сезона тима напускат легендите Алан Дзагоев и Марио Фернандес.
Поради избухването на Руско-украинската война през февруари 2022 г. всички клубове от Русия биват изключени от участие в европейските клубни турнири. В резултат на това решение „армейците“ биват напуснати от ред футболисти.

### Нови успехи (2022 –)
През лятото на 2022 г. Алексей Березуцки е заменен на треньорския пост от Владимир Федотов. Първото ново попълнение става сръбският десен бек Милан Гаич. Защитата бива заздравена с привличането на левия бек Мойзес и централния защитник Вилиан Роша. С подписването на Саша Зделар и Виктор Мендес е усилена конкуренцията в средата на терена. „Армейците“ започват изключително силно под ръководството на Федотов, като записват само 1 поражение в първите си 12 мача във всички турнири. Важна част от тактиката стават Хесус Медина и Хорхе Караскал, а Фьодор Чалов отново се превръща във водещ реализатор.
По традиция отрязъкът октомври-ноември бива труден, като за този период са записани едва два успеха – срещу ФК Химки (2:1) и Локомотив (Москва) (1:0). Вторият полусезон също започва трудно след загуба от ФК Сочи (0:2). След това поражение „армейците“ обаче записват 6 поредни успеха, включително и над бъдещия шампион Зенит. В лидери на тима се превръщат Чалов и Иван Обляков. Обляков е сред лидерите по общ брой голове и асистенции в календарната година. Чалов вкарва 19 попадения през сезона, което е личен рекорд за него. След победи над Криля Советов и Урал в турнира за Купата на Русия ЦСКА си осигурява участие на финал в началото на май. Отборът достига до серия от 13 двубоя без поражение. Тя е прекъсната с поражение в Главното московско дерби от Спартак (1:2). След нулево равенство с Краснодар, „армейците“ завършват сезона с разгром над ФК Ростов с 4:1. И четирите гола на ЦСКА са вкарани през първото полувреме.
На 11 юни 2023 г. ЦСКА печели Купата на Русия за първи път от 10 години, като побеждава Краснодар след изпълнение на дузпи. Игор Акинфеев спасява два наказателни удара и донася успеха на московчани.
През сезон 2023/24 отборът завършва на шеста позиция, в резултат на което Федотов е сменен от Марко Николич. Под ръководството на сръбския наставник „армейците“ записват силен втори полусезон, в който губят само 1 мач от 17 във всички турнири. На 1 юни 2025 г. ЦСКА печели Купата на Русия след победа над Ростов след изпълнение на дузпи.

## В евротурнирите
Първият мач на ЦСКА в евротурнирите е за Купата на европейските шампиони срещу Галатасарай през 1971 година. Най-голямата победа, постигана от тима в евротурнирите е срещу Лозана с 5:1 през 2010/11, а най-голямата загуба е срещу Олимпик Марсилия през 1992/93 с 6:0. Освен че печели купата на УЕФА през 2005, ЦСКА достига 1/4 финалите на шампионската лига през 2009/10. Отборът се класира за първи път в груповата фаза през 1992/93. В Европа ЦСКА записва престижни победи срещу Арсенал, Хамбургер ШФ, Барселона, Пари Сен Жермен и Спортинг Лисабон. През сезон 2011/12 отборът за втори път в историята си прескача групите на Шампионската лига, след като в последния мач от групите побеждава Интер с 2:1 като гост. В следващите сезони „армейците“ отново играят в груповата фаза, записвайки престижна победа като гост на Манчестър Сити.
Най-много мачове за ЦСКА в европейските клубни турнири има Сергей Игнашевич, който е участвал в 90 мача. Голмайстор на отбора в Европа е Вагнер Лав с 30 попадения.

### Статистика
| Турнир                   | Мачове | Победи | Равни | Загуби | Вкарани голове | Допуснати голове | Голова разлика |
| ------------------------ | ------ | ------ | ----- | ------ | -------------- | ---------------- | -------------- |
| Шампионска лига          | 72     | 27     | 18    | 32     | 69             | 75               | -6             |
| КНК                      | 4      | 2      | 0     | 2      | 5              | 5                | 0              |
| Купа на УЕФА/Лига Европа | 51     | 28     | 11    | 12     | 83             | 39               | +44            |
| Суперкупа на УЕФА        | 1      | 0      | 0     | 1      | 1              | 3                | -2             |
| Общо                     | 128    | 57     | 29    | 46     | 158            | 122              | +36            |

### В евротурнирите по сезони
| Сезон   | Турнир          | Достига до   |
| ------- | --------------- | ------------ |
| 1971/71 | КЕШ             | 2 кръг       |
| 1981/82 | Купа на УЕФА    | 1 кръг       |
| 1991/92 | КНК             | 1 кръг       |
| 1992/93 | Шампионска лига | Групова фаза |
| 1994/95 | КНК             | 1 кръг       |
| 1996/97 | Купа на УЕФА    | 1 кръг       |
| 1999/00 | Шампионска лига | 2 кръг       |
| 2000/01 | Купа на УЕФА    | 1 кръг       |
| 2002/03 | Купа на УЕФА    | 1 кръг       |
| 2003/04 | Шампионска лига | 2 кръг       |
| 2004/05 | Шампионска лига | Групова фаза |
| 2004/05 | Купа на УЕФА    | Победител    |
| 2005/06 | Купа на УЕФА    | Групова фаза |
| 2006/07 | Шампионска лига | Групова фаза |
| 2006/07 | Купа на УЕФА    | 1/16 финал   |
| 2007/08 | Шампионска лига | Групова фаза |
| 2008/09 | Купа на УЕФА    | 1/8 финал    |
| 2009/10 | Шампионска лига | 1/4 финал    |
| 2010/11 | Лига Европа     | 1/8 финал    |
| 2011/12 | Шампионска лига | 1/8 финал    |
| 2012/13 | Лига Европа     | Плейоф       |
| 2013/14 | Шампионска лига | Групова фаза |
| 2014/15 | Шампионска лига | Групова фаза |
| 2015/16 | Шампионска лига | Групова фаза |
| 2016/17 | Шампионска лига | Групова фаза |
| 2017/18 | Шампионска лига | Групова фаза |
| 2017/18 | Лига Европа     | 1/4 финал    |
| 2018/19 | Шампионска лига | Групова фаза |
| 2019/20 | Лига Европа     | Групова фаза |

## Срещи с български отбори
От средата на 60-те до края на 80-те години отборът неведнъж играе приятелски мачове с български отбори и води предсезонната си подготовка в България.

### ЦСКА София
Първата среща между тогавашните отбори на ЦСК МО и ЦДНА е на Спартакиадата в ГДР през 1958 г. Тогава ЦДНА побеждава с 4:3 след продължения.
Двата армейски отбора се срещат за втори път на 7 март 1965 г. Московчани побеждават тогавашния ЦСКА „Червено знаме“ с 2:0. Голове вкарват Юрий Басалик и Владимир Поликарпов. През 1966 г. двата тима завършват наравно 1:1, като за софийските армейци открива Димитър Якимов, а Владимир Федотов изравнява в началото на второто полувреме. Третата среща между двата съименника е през февруари 1968 г. и завършва при нулево равенство.
Първата си победа в съперничеството българският ЦСКА постига през 1969 г., когато Димитър Пенев вкарва победния гол. На следващата година софийският ЦСКА печели със същия резултат, но този път голмайстор е Георги Денев.
След две поредни поражения, ЦСКА Москва играе с българския си съименник чак през 1973 г. Двубоят завършва 0:0. Двата тима отново се срещат през 1975 г. в Казанлък. ЦСКА „Септемврийско знаме“ записва нов успех, отново с 1:0. През февруари 1977 г. двата тима отново играят при резултат 0:0.
Последният двубой между ЦСКА Москва и ЦСКА София е през 1984 г., като българският тим побеждава с 2:1.
Така двата отбора с едно и също име са играли общо 10 пъти, като ЦСКА Москва има само 1 победа, 5 мача са завършили наравно и 4 в полза на ЦСКА (София).

### Левски
За първи път ЦСКА Москва се изправя срещу Левски през юни 1967 г., като тогава мачът завършва наравно 0:0.
На 14 ноември 2005 г. армейците играят единствения си официален мач с български тим, като това е отново срещу Левски, в Купата на УЕФА. ЦСКА печели с 2:1, като на два пъти точен е Вагнер Лав. Валери Домовчийски е автор на гола за „сините“.

### Други софийски отбори
През 1966 г. ЦСКА побеждава с 2:1 Локомотив (София).
През 1969 г. московчани завършват наравно 3:3 с ЖСК Славия. Двата тима изиграват още една контрола през 1971 г., в която ЖСК победава с 2:1.
През 1975 г. руският клуб за първи път играе със Славия и печели с 2:1.
През 1980 г. ЦСКА среща Академик (София) в турнира „Приз недели“ и побеждава с 3:0. Два гола вкарва Назар Петросян, а един добавя Анатолий Коробочка. През 1982 г. руският отбор завършва наравно с Академик 1:1.

### Ботев Пловдив
През 1965 ЦСКА Москва победава Ботев (Пловдив) с 2:0. Следващата година „канарчетата“ надделяват с 1:0 над съветския тим.
За трети път двата отбора се срещат през 1975 г., когато Ботев под името Тракия (Пловдив) печели срещата с 1:0. Отново минимална победа за ЦСКА е постигната през 1978 г., като армейците печелят с гол на Юрий Чесноков. Със същия резултат ЦСКА побеждава Тракия на следващата година.

### Литекс
През 1973 г. „армейците“ готуват в Ловеч, където побеждават местния тим Кърпачев с 1:0. Победният гол е дело на Вилям Телингер.
Втората среща между двата тима е в израелския град Кфар-Саба в началото на 2005 г. ЦСКА печели двубоя с 1:0, като попадението отбелязва Сергей Игнашевич в 12-а минута.

### С националния отбор
Армейците изиграват контрола с българския национален отбор на 6 март 1968 г., като мачът завършва 5:2 в полза на България. Голове за ЦСКА вкарват Виталий Раздаев и Тарас Шулятицкий, а за България Петър Жеков и Василев на по два пъти и Димитър Якимов веднъж.
През 1980 г. в Карлово трикольорите побеждават ЦСКА с 1:0.
През 1982 г. в приятелски мач в Петрич ЦСКА завършва 0:0 с юношеския национален отбор.
През 1989 г. на турнира „Червена звезда“ армейците надделяват над Армейския национален отбор с 2:0. Голове вкарват Сергей Крутов и Игор Корнеев. Същата година двата тима играят отново, като този път ЦСКА печели с 3:0. Отново Крутов и Дмитрий Кузнецов на два пъти носят успеха на червено-сините.

## 100 години – 100 събития
„100 години-100 събития“ е проект на официалния сайт на ПФК ЦСКА Москва за определяне на сто от най-важните събития в историята на клуба. Проектът стартира на 27 август 2010 година, когато отборът навършва 99 години. Той приключва точно една година по-късно, като ден преди юбилея на ЦСКА е пуснато и последното събитие в проекта. Спечелването на купата на УЕФА през 2005 изненадващо остава на второ място в класацията.
100 – Създаване на клуба от напусналите МСК (Московски Скиорски Клуб) бивши военни, предимно офицери и кадети. Те решават да създадат нов спортен клуб, занимаващ се с друг целогодишен спорт. Така през 1911 те успяват и вече сеществува ОЛЛС Москва.
99 – През 1922 идва и първият голям успех за клуба, а именно спечелването на Купата на КФС, като играе срещу МСК (Московски Спортен Клуб). ОЛЛС печели с 4:2.
98 – Победата над ФК Петроград през 1922 с 1:0 и спечелване на Купата на Столицата.
97 – През 1936, ЦДКА печели първи трофей – Купата на Съветската армия.
96 – Участие на ЦДКА в първия шампионат на СССР през 1936. През тази година ЦДКА печели два много важни мача. На 23 май срещу Червена заря с 6:2 и на 29 май срещу Спартак Москва с 3:0.
95 – Второ място в шампионата на СССР през 1938, а Григорий Федотов става голмайстор на първенството.
94 – Рекордът на Константин Лясковский за най-много изиграни сезони в отбора-24.
93 – Първият футболист, станал заслужил майстор на спорта – Евгений Никишин.
92 – На 24 май 1937 ЦСКА разбива Локомотив Вологда с 10:1
91 – Разгром над Локомотив Москва с 8:0 и разгром над Шинник с 10:2
90 – Създаването на ДЮШ на ЦСКА Москва през 1954.
89 – Юношеският отбор на „армейците“ става трети в световното клубно първенство през 2005 г.
88 – Вадим Гаглоев и Амир Кашиев стават европейски шампиони с отбора на Русия до 17 години.
87 – На 31 октомври 1987 е основан КЛС ЦСКА.
86 – През сезон 1998 клубът записва 12 поредни победи.
85 – През сезон 1948 ЦСКА записва 13 поредни победи.
84 – Участието на ЦСКА в „златния мач“ срещу Локомотив
83 – През 1959 на мача между „армейците“ и Спартак Москва се събират 105 000 души.
82 – Сергей Капелкин отбелязва 5 гола на Динамо Тбилиси през 1940 г.
81 – Клубът е приет в групата Г-14
80 – На 15 септември 1971 ЦСКА за първи път играе в евротурнирите
79 – Даниел Карвальо, Вагнер Лав и Дуду Сеаренсе са повикани в националния отбор на Бразилия.
78 – Леонидас Ферейра става първият чужденец, обличал екипа на ЦСКА Москва през 1996.
77 – В първия си мач след втората световна война отборът разбива Динамо (Киев) със 7:0
76 – Дебютът на Всеволод Бобров в тима. Нападателят записва повече от 1 гол средно на мач в състава на ЦСКА.
75 – През 1927 година ОППВ побеждава сборен тим на работническите отбори на Австрия.
74 – През 1942 в шампионата на Москва ЦДКА побеждава Динамо с 1:0
73 – През сезон 1989 ЦСКА печели съветска първа лига, а Валери Масалитин става неин голмайстор с 32 попадения.
72 – През 1972 е построен стадион Песчанка.
71 – На 12 май 1939 тимът за първи път играе с червено-сини екипи.
70 – През 1998 отборът побеждава Спартак с 4:1.
69 – През 2008 ЦСКА разгромява Спартак с 5:1.
68 – ЦСКА Москва печели съдебно дело срещу Парма през 2005.
67 – През 2010 стартира клубната телевизия „Планета ЦСКА“
66 – На 23.02.2010 стартира клубното списание Red-blue tribune.
65 – Основаването на ОППВ.
64 – Присъединяването на ОППВ към ЦДКА.
63 – Лагерът на футболистите на ЦДКА в Югославия и победата над новосъздадения Партизан (Белград).
62 – Преименуването на отбора в ЦДСА.
61 – Преименуването на отбора в ЦСК МО.
60 – Анатоли Башашкин, Йожеф Беца и Борис Разинский става олимпийски шампиони в тимът на СССР.
59 – През 1959 ЦСКА побеждава Стад дьо Реймс с 3:0.
58 – Преименуването на отбора в ЦСКА.
57 – Получаването на професионален статут на ЦСКА Москва.
56 – Разпадането на ЦДСА през 1952.
55 – Възраждането на отбора през 1954.
54 – Второ място на ЦСКА в шампионата на СССР, година след триумфа в Първа Лига.
53 – Успехите на Павел Садирин начело на отбора.
52 – Успехите на дясното крило Валентин Николаев.
51 – Успехите на Борис Аркадиев.
50 – Успехите на Валери Газаев.
49 – Началото на строежа на новия стадион.
48 – Сергей Перхун(1977 – 2001).
47 – Михаил Ерьомин(1968 – 1991).
46 – Номер 12 е обявен за номер на феновете.
45 – През 1961 Алексей Мамикин вкарва гол номер 1000 за ЦСКА в шампионата на СССР. 30 години по-късно Дмитрий Кузнецов вкарва гол номер 2000.
44 – Сергей Фокин и Владимир Татарчук стават олимпийски шампиони с тимът на СССР през 1988.
43 – На 31.07.1948 Григорий Федотов отбелязва стотния си гол за ЦСКА.
42 – На 3 август 2008 Игор Акинфеев записва стотния „сух“ мач в кариерата си.
41 – На 26 септември 2010 Вагнер Лав отбелязва стотния си гол за ЦСКА.
40 – През 1962 вратаря Йонас Баужа записва серия от 18 поредни мача без допуснат гол.
39 – ЦСКА побеждава Барселона с 3:2 насред Ноу Камп.
38 – Юри Жирков е избран за футболист на годината в Русия през 2008.
37 – Даниел Карвальо става първият чужденец, станал футболист на годината в Русия през 2005 г.
36 – През 1976 Владимир Астаповский става вратар на годината в СССР.
35 – През 2010 Игор Акинфеев за шести път става вратар на годината в Русия.
34 – Алберт Шестерньов е избран за един от 10-те най-добри футболисти на планетата през 1970.
33 – Сергей Игнашевич спечелва общо 10 пъти купата и суперкупата на Русия в кариерата си, 8 от тях с ЦСКА.
32 – Вагнер Лав става голмайстор на Премиер-лигата през 2008.
31 – Всеволод Бобров става играчът с най-много голове в шампионата на СССР за 1 сезон – 24 през 1945.
30 – Владимир Федотов е играчът с най-много мачове за ЦСКА – 426. Той слага край на кариерата си през 1973. По-късно рекордът е подобрен от Игор Акинфеев
29 – През 1971 Алберт Шестерньов записва своя мач номер 90 за СССР.
28 – През 2005 отборът е поканен на прием от президента Владимир Путин, по случай победата в купата на УЕФА.
27 – През 2009/10 ЦСКА достига 1/4 финал в Шампионската лига.
26 – Игор Акинфеев, Юрий Жирков, Сергей Игнашевич и братята Березутски стават бронзови медалисти на Евро 2008 с Русия.
25 – Владимир Пономарьов и Алберт Шестерньов стават бронзови медалисти на Мондиал 1966 в състава на СССР
24 – През 2009 г., след спечелването на купата на Русия за пореден път, ЦСКА става най-титулуваният руски клуб.
23 – Купуването на тима от Евгений Гинер, превърнал ЦСКА в европейски гранд.
22 – През 2009 ЦСКА спечелва суперкупата на Русия.
21 – През 2007 отборът печели суперкупата на Русия.
20 – През 2006 „армейците“ печелят суперкупата на Русия след трудна победа над Спартак Москва.
19 – През 2011 ЦСКА печели купата на Русия за шести път.
18 – През 2009 отборът печели купата на Русия за 5 път и получава правото да я запази завинаги.
17 – ЦСКА печели купата на Русия през 2008 след победа над Амкар Перм с дузпи.
16 – Отборът печели за 4 път в историята си купата на СССР. За последно това става през 1991 г.
15 – Шампионската титла през 1950 г.
14 – Шампионската титла през 1947 г.
13 – Суперкупата на Русия през 2004.
12 – Завоюването на требъл през сезон 2006 – Шампионата, купата и суперкупата на Русия.
11 – Сезон 2005, най-успешният в историята на клуба
10 – Шампионската титла през 1951 г.
9 – Дубълът през 1948 година – титла и купа на страната.
8 – Отборът става шампион на СССР през 1970. Това е първа титла на отбора от 19 години насам.
7 – През 2002 ЦСКА печели купата на Русия за първи път в историята си.
6 – ЦСКА печели първата купа на СССР след втората световна война през 1945 година.
5 – Златният дубъл през 1991 – титла на страната и купа.
4 – Първата шампионска титла на ЦСКА в шампионата на Русия – 2003 година.
3 – ЦСКА става шампион на СССР за пръв път в историята си през 1946 г.
2 – ЦСКА е първият руски отбор, печелил европейски клубен турнир – Купата на УЕФА през 2005.
1 – На 27 август 1911 отборът изиграва първия си мач – срещу ФК Вега, който е спечелен с 6:2

## Състав
Към 1 юни 2025 г.
| №  | Пост | Играч              |
| -- | ---- | ------------------ |
| 3  | З    | Даннил Круговой    |
| 27 | З    | Вилиан Роша        |
| 5  | П    | Родриго Вилагра    |
| 6  | П    | Максим Мухин       |
| 7  | Н    | Алерандро          |
| 8  | Н    | Артьом Шумански    |
| 9  | Н    | Саул Гуарирапа     |
| 10 | П    | Иван Обляков       |
| 11 | Н    | Тамерлан Мусаев    |
| 13 | З    | Келвен             |
| 14 | П    | Егор Ушаков        |
| 15 | П    | Миралем Пянич      |
| 14 | П    | Кирил Глебов       |
| 19 | П    | Рифат Жемалетдинов |

| №  | Пост | Играч                    |
| -- | ---- | ------------------------ |
| 20 | Н    | Секу Койта               |
| 21 | Н    | Абосек Файзулаев         |
| 22 | З    | Милан Гаич               |
| 25 | П    | Кристиян Бистрович       |
| 27 | З    | Мойзес                   |
| 31 | П    | Матвей Кисляк            |
| 35 | В    | Игор Акинфеев            |
| 45 | В    | Данила Боков             |
| 49 | В    | Владислав Тороп          |
| 51 | З    | Джамалутдин Абдулкадиров |
| 52 | П    | Артьом Бандикян          |
| 62 | З    | Вадим Карпов             |
| 78 | З    | Игор Дивеев              |
| 90 | З    | Матвей Лукин             |

Номер 16 е изваден от употреба в памет на Сергей Перхун.

Номер 12 е изваден от употреба, защото е обявен за номера на феновете.

### Младежки състав
| №  | Пост | Играч              |
| -- | ---- | ------------------ |
| 45 | В    | Дмитрий Боков      |
| 33 | В    | Николай Радченко   |
| 13 | З    | Никита Котин       |
| 93 | З    | Сергей Кочетков    |
|    | З    | Дмитрий Першин     |
| 53 | З    | Максим Елеев       |
| 61 | З    | Вадим Конюхов      |
| 43 | З    | Алексей Пилипенко  |
| 59 | П    | Тигран Аванесян    |
| 48 | П    | Дмитрий Каптилович |
| 76 | П    | Антон Крачковский  |

| №  | Пост | Играч             |
| -- | ---- | ----------------- |
| 74 | П    | Георгий Лобанов   |
| 64 | П    | Руслан Дауров     |
|    | П    | Матвей Лукин      |
| 79 | П    | Сергей Пряхин     |
|    | П    | Гоча Гогричиани   |
| 41 | П    | Егор Ушаков       |
| 63 | Н    | Андрей Савинцов   |
| 47 | Н    | Едуард Багринцев  |
| 56 | Н    | Егор Шаповалов    |
| 65 | Н    | Иля Востриков     |
| 46 | Н    | Владислав Яковлев |

## Ръководство
| Длъжност              | Изпълняващ      | Рожден ден |
| --------------------- | --------------- | ---------- |
| Президент             | Евгений Гинер   | 26.05.1960 |
| Генерален директор    | Роман Бабаев    | 13.02.1978 |
| Рекламен директор     | Андрей Зарубян  | 20.08.1974 |
| Изпълнителен директор | Дмитрий Егоров  | 01.03.1971 |
| PR директор           | Сергей Аксьонов | 11.01.1962 |
| Финансор директор     | Ирина Яковлева  |            |
| Зам. ген. директор    | Иля Кедрин      | 31.07.1981 |

## Треньорски щаб
| Длъжност              | Изпълняващ         | Рожден ден |
| --------------------- | ------------------ | ---------- |
| Старши треньор        | Владимир Федотов   | 12.08.1966 |
| Асистент              | Олег Фоменко       | 03.08.1972 |
| Треньор               | Мурат Искаков      | 28.06.1972 |
| Треньор на вратарите  | Дмитрий Крамаренко | 12.09.1974 |
| Спортен директор      | Александър Стелмах | 13.06.1961 |
| Треньор               | Радик Ямлиханов    | 30.01.1968 |
| Треньор               | Райланд Морганс    | 16.09.1976 |
| Кондикциионен треньор | Игор Аксьонов      | 11.08.1977 |

## Успехи
СССР

### Национални
- Шампионат на СССР:
  -  Шампион (7): 1946, 1947, 1948, 1950, 1951, 1970, 1991
  -  Сребърен медалист (4): 1938, 1945, 1949, 1990
  -  Бронзов медалист (6): 1939, 1955, 1956, 1958, 1964, 1965

- Първа лига на СССР:
  -  Шампион (2): 1986, 1989

- Купа на СССР:
  -  Носител (5): 1945, 1948, 1951, 1955, 1991
  -   Финалист (3): 1944, 1967, 1992

- Приз на Всесъюзния комитет:
  -  Носител (1): 1952

### Регионални успехи
- Шампионат на Москва:
  -  Шампион (5): 1922 (пролет), 1926, 1933, 1935, 1943
  -  Сребърен медалист (4): 1921, 1922 (есен), 1927, 1930
  -  Бронзов медалист (2): 1918, 1920
- Купа „КФС-Коломяги“:
  -  Носител (1): 1922
- Купа Тосмена:
  -  Носител (1): 1922
- Купа на Столицата:
  -  Носител (1): 1922

 Русия

### Национални
- Руска Премиер Лига:
  -  Шампион (6): 2003, 2005, 2006, 2012/13, 2013/14, 2015/16
  -  Сребърен медалист (8): 1998, 2002, 2004, 2008, 2010, 2014/15, 2016/17, 2017/18, 2022/23
  -  Бронзов медалист (3): 1999, 2007, 2011/12
- Купа на Русия:
  -  Носител (9): 2002, 2005, 2006, 2008, 2009, 2011, 2013, 2023, 2025
  -   Финалист (4): 1993, 1994, 2000, 2015/16
- Суперкупа на Русия:
  -  Носител (7, рекорд): 2004, 2006, 2007, 2009, 2013, 2014, 2018
  -   Финалист (4): 2003, 2010, 2011, 2016

### Международни
- Купа на УЕФА:
  -  Носител (1): 2004/05

- Суперкупа на Европа:
  -   Финалист (1): 2005

- Шампионска лига:
  - 1/4 финалист (1): 2009/10

- Купа „Дел ла сол“:
  -  Носител (1): 2010

### Регионални
- Купа на Първи канал:
  - 2007

### Отличия на играчи
- Най-добър футболист за сезона:

1970 – Алберт Шестерньов 

1976 – Владимир Астаповски 

1991 – Игор Корнеев 

2005 – Даниел Карвальо 

2008 – Юрий Жирков 

2014 – Сейду Думбия 

- Голмайстор на шампионата за сезона:

1938 – Григорий Федотов (19) 

1939 – Григорий Федотов (21) 

1945 – Всеволод Бобров (24) 

1947 – Всеволод Бобров, Валентин Николаев (14) 

1957 – Василий Бузунов (16) 

1964 – Владимир Федотов (16) 

2002 – Ролан Гусев, Дмитрий Кириченко (15) 

2008 – Вагнер Лав (20) 

2011/12 – Сейду Думбия (28) 

2013/14 – Сейду Думбия (18) 

2018/19 – Фьодор Чалов (15)
- Най-добър вратар за сезона (Приз „Вратар на годината“):

1968 – Юрий Пшеничников 

1976 – Владимир Астаповски 

2004, 2005, 2006, 2008, 2009, 2010, 2012/13, 2013/14, 2016/17, 2017/18 — Игор Акинфеев 

- Най-добър млад футболист:

2005 – Игор Акинфеев 

2008 – Алан Дзагоев 

2009 – Георгий Шенников 

2013 – Константин Базелюк 

2016 – Александър Головин 

2017 – Фьодор Чалов 

2018 – Илзат Ахметов 

### Исторически резултати
- 4 ноември 1993, Барселона – ЦСКА Москва 2:3, Шампионска лига
- 26 септември 1998, ЦСКА Москва – ФК Спартак Москва 4:1, Руска Висша Дивизия
- 22 май 1999, ЦСКА Москва – ФК Ротор Волгоград 5:1, Руска Висша Дивизия
- 30 октомври 1999, ЦСКА Москва – Динамо Москва 4:1, Руска Висша Дивизия
- 20 май 2000, ЦСКА Москва – Зенит 4:1, Руска Висша Дивизия
- 12 ноември 2000, ЦСКА Москва – ФК Локомотив Москва 4:3, Руска Висша Дивизия
- 16 март 2003, ЦСКА Москва – ФК Рубин Казан 4:0, Руска Премиер Лига
- 7 декември 2004, Пари Сен Жермен – ЦСКА Москва 1:3, Шампионска лига
- 7 април 2005, ЦСКА Москва – ФК Оксер 4:0, Купа на УЕФА
- 10 април 2005, ЦСКА Москва – Криля Советов (Самара) 5:0, Руска Премиер Лига
- 5 май 2005, ЦСКА Москва – ФК Парма 3:0, Купа на УЕФА
- 18 май 2005, Спортинг Лисабон – ЦСКА Москва 1:3, Купа на УЕФА, Финал
- 17 октомври 2006, ЦСКА Москва – ФК Арсенал 1:0, Шампионска лига
- 12 юли 2008, ЦСКА Москва – ФК Спартак Москва 5:1, Руска Премиер Лига
- 16 ноември 2008, ЦСКА Москва – ФК Рубин Казан 4:0, Руска Премиер Лига
- 12 април 2009, ЦСКА Москва – ФК Локомотив Москва 4:1, Руска Премиер Лига
- 3 ноермври 2009, ЦСКА Москва – Манчестър Юнайтед 3:3, Шампионска лига
- 16 март 2010, ФК Севиля – ЦСКА Москва 1:2, Шампионска лига
- 23 октомври 2011, Анжи – ЦСКА Москва 3:5, Руска Премиер Лига
- 7 декември 2011, Интер Милано – ЦСКА Москва 1:2, Шампионска лига
- 5 ноември 2014, Манчестър Сити – ЦСКА Москва 1:2, Шампионска лига
- 2 октомври 2018, ЦСКА Москва – Реал Мадрид 1:0, Шампионска лига

### Юбилейни голове
|      | Дата              | Автор             | Съперник             | Турнир              |
| ---- | ----------------- | ----------------- | -------------------- | ------------------- |
| 100  | 24 юли 1994       | Илшат Файзулин    | Динамо Москва        | Руска Висша Дивизия |
| 200  | 17 април 1996     | Сергей Семак      | ФК Локомотив Москва  | Руска Висша Дивизия |
| 300  | 20 септември 1998 | Дмитрий Хомуха    | ФК Тюмен             | Руска Висша Дивизия |
| 400  | 22 септември 2000 | Михаил Лунин      | Анжи                 | Руска Висша Дивизия |
| 500  | 24 юли 2002       | Сергей Семак      | Торпедо ЗИЛ          | Руска Премиер Лига  |
| 600  | 14 август 2004    | Дмитрий Кириченко | Шинник Ярославъл     | Руска Премиер Лига  |
| 700  | 27 август 2006    | Ивица Олич        | Шинник Ярославъл     | Руска Премиер Лига  |
| 800  | 19 октомври 2008  | Алан Дзагоев      | ФК Амкар Перм        | Руска Премиер Лига  |
| 900  | 17 октомври 2010  | Вагнер Лав        | ФК Терек Грозни      | Руска Премиер Лига  |
| 1000 | 22 септември 2012 | Алан Дзагоев      | Волга Нижни Новгород | Руска Премиер Лига  |

Головете са само в шампионата на Русия

## Известни футболисти
| - Всеволод Бобров - Григорий Федотов - Владимир Федотов - Юрий Жирков - Дмитрий Харин - Игор Акинфеев - Василий Березутски - Алексей Березутски - Даниел Карвальо - Александър Тарханов - Алберт Шестерньов - Дмитрий Хомуха - Валерий Минко - Ивица Олич - Владимир Астаповски - Елвер Рахимич - Сергей Семак - Дейвидас Шемберас - Владислав Радимов - Игор Яновский - Игор Корнеев | - Дмитрий Кузнецов - Владимир Капличний - Владимир Кулик - Владимир Татарчук - Сергей Перхун - Олег Сергеев - Михаил Ерьомин - Михаил Колесников - Вагнер Лав - Юрий Нирков - Сергей Фокин - Дмитрий Бистров - Юрий Шишкин - Милош Красич - Юрий Аждем - Руслан Нигматулин - Дмитрий Кириченко - Ролан Гусев - Иржи Ярошик - Илшат Файзулин - Сергей Колотовкин | - Юри Истомин - Владимир Поликарпов - Юрий Чесноков - Владимир Дьомин - Валери Масалитин - Виктор Дородних - Дмитрий Багрич - Алексей Гринин - Николай Линяев |

## Капитани на отбора
| От   | До   | Име                   | Забележка                                                         |
| ---- | ---- | --------------------- | ----------------------------------------------------------------- |
| 1936 | 1936 | Евгений Никишин       | Капитан в първия шампионат на СССР                                |
| 1936 | 1938 | Пьотр Зенкин          |                                                                   |
| 1939 | 1941 | Константин Лясковский |                                                                   |
| 1945 | 1947 | Григорий Федотов      |                                                                   |
| 1947 | 1952 | Алексей Гринин        | през 1952 г. отборът се разпада                                   |
| 1954 | 1957 | Анатолий Башашкин     |                                                                   |
| 1958 | 1960 | Николай Линяев        |                                                                   |
| 1960 | 1960 | Михаил Ермолаев       |                                                                   |
| 1960 | 1960 | Алексей Мамикин       |                                                                   |
| 1961 | 1961 | Виктор Дородних       |                                                                   |
| 1962 | 1962 | Николай Линяев        |                                                                   |
| 1962 | 1963 | Виктор Дородних       |                                                                   |
| 1963 | 1967 | Алберт Шестерньов     |                                                                   |
| 1967 | 1968 | Дмитрий Багрич        |                                                                   |
| 1969 | 1972 | Алберт Шестерньов     |                                                                   |
| 1972 | 1975 | Владимир Капличний    |                                                                   |
| 1976 | 1977 | Борис Копейкин        |                                                                   |
| 1977 | 1978 | Сергей Олшанский      |                                                                   |
| 1979 | 1979 | Леонид Назаренко      | През сезона лентата носят още Юрий Чесноков и Александър Тарханов |
| 1980 | 1981 | Юрий Аджем            |                                                                   |
| 1982 | 1984 | Александър Тарханов   |                                                                   |
| 1985 | 1985 | Валерий Новиков       |                                                                   |
| 1986 | 1987 | Сергей Березин        |                                                                   |
| 1987 | 1987 | Дмитрий Кузнецов      | През сезона лентата носят още Владимир Татарчук и Сергей Фокин    |
| 1988 | 1988 | Валерий Глушаков      |                                                                   |
| 1989 | 1989 | Дмитрий Кузнецов      |                                                                   |
| 1990 | 1990 | Сергей Фокин          |                                                                   |
| 1991 | 1991 | Дмитрий Кузнецов      |                                                                   |
| 1992 | 1992 | Дмитрий Харин         | През сезона лентата носят още Сергей Фокин и Михаил Колесников    |
| 1993 | 1993 | Сергей Колотовкин     |                                                                   |
| 1993 | 1996 | Евгений Бушманов      |                                                                   |
| 1996 | 1996 | Сергей Семак          |                                                                   |
| 1997 | 1997 | Валерий Минко         |                                                                   |
| 1998 | 1999 | Сергей Семак          |                                                                   |
| 1999 | 2001 | Евгений Варламов      |                                                                   |
| 2001 | 2004 | Сергей Семак          |                                                                   |
| 2005 | 2007 | Сергей Игнашевич      |                                                                   |
| 2008 | -    | Игор Акинфеев         |                                                                   |

## Известни треньори
| - Валери Газаев - Павел Садирин - Борис Аркадиев - Григорий Федотов - Константин Бесков - Артур Жорже - Хуанде Рамос - Зико - Леонид Слуцкий - Алберт Шестерньов - Всеволод Бобров - Григорий Федотов - Григорий Пинайчев |

## Стадион
Първият клубен стадион на ЦСКА Москва е стадион ЦДКА. Той е открит още през 1912 година. През 1974 г.„армейците“ се местят на стадион Песчанка. Въпреки че това е официалният стадион на тима, ЦСКА рядко играе на него. Срещи от шампионата на Песчанка се провеждат само в сезони 1978 – 1980, 1988 – 1990, 1993 – 1994 и 1997 – 2000. Доста голяма част от мачовете се играят на стадион Динамо. През 80-те години ЦСКА се мести на стадион Едуард Стрелцов, а Песчанка се ползва от дублиращия отбор и юношеските формации. Някои мачове армейците провеждат на ЛФК ЦСКА.
От 1990 г. ЦСКА играе на Лужники. През 2000 г., след като Песчанка е съборен, домашна арена на ЦСКА става стадион Динамо. През 2006 г. ЦСКА отново домакинства на Лужники. Междувременно през 2007 г. започва строежът на нов стадион, който скоро е спрян. От 2010 г. отборът играе на Арена Химки, тъй като наемът за Лужники е много висок. В средата на годината клубът откупува парцела, където е бил Песчанка, от министерството на отбраната на Русия и възобновява строежа на новия си стадион. За сезон 2011/12 ЦСКА отново се връща на Лужники.
Тренировъчните игрища на Песчанка са използвани от дублиращия тим за сезон 2011/12.
През сезон 2013/14, поради проблеми с терена на Арена Химки, ЦСКА изиграват някои свои мачове на стадион Едуард Стрелцов, както и на малката арена на стадион Локомотив. Армейците домакинстват и в Санкт Петербург на „Петровски“ срещу Виктория Пилзен в мач от Шампионската лига.
До 2015 г. отборът отново домакинства на Арена Химки. През август 2016 г. официално е открит настоящият стадион на тима ВЕБ Арена.

## Фенове
ЦСКА Москва е втори в Русия по брой фенове. Първи е ФК Спартак Москва. През февруари 2009 „армейците“ са единайсети по популярност в Европа с 11,1 млн. фенове. Армейските фенове са врагове с агитките на Спартак и Зенит, но поддържат приятелски отношения с тези на Динамо Москва, Партизан (Белград), ЦСКА (София), Стяуа (Букурещ) и ФК ПАОК.
Дълги години след края на сезона феновете на клуба определят носител на наградата Златна Подкова, която се дава за най-добър футболист, хокеист и баскетболист на ЦСКА Москва за изминалия сезон. Това става с гласуване на сайта Red Army Архив на оригинала от 2008-10-13 в Wayback Machine.
За официален фен-клуб на тима се счита КЛС ЦСКА (Клуб Любителей Спорта ЦСКА). Той е основан през 1987 година. В КЛС членуват около 17 000 души, 2500 от които не живеят в Москва. Един от лидерите на сдружението е Дмитрий Бугров, по-известен като Дима Лисий. Той е автор на един от най-популярните фен-песни на „армейците“, най-известни от които са „Бомба“ и „Это Гинер все купил“. От 2019 г. КЛС носи името Red-Blue World.
Други известни фен движения са Red-Blue Warriors, Ярославка и Gallant Steeds.
От 2010 г. номер 12 е изваден от употреба. Той е считан за номер на феновете на отбора. От февруари 2010 започва издаването на официалното списание на отбора – Red Blue Tribune. То излиза всеки месец.
През август 2011 някои от водещите фенклубове се отричат от доскорошния идол на „червено-сините“ ултраси Юрий Жирков, след преминаването му в Анжи.
Най-известните фенове на тима са Владимир Висоцки, Михаил Южни, Наталия Селезньова, Мая Плисецкая, Денис Лебедев и Константин Кинчев.

## Финанси и трансферна политика

### Клубен бюджет
През 2000-те и началото на 10-те години на XXI век бюджетът на отбора е около 71 – 75 млн. долара. В началото на 2004 г. спонсор на „армейците“ става строителната компания „Конти“. През март 2004 те разтрогват договора си. От март 2004 до края на 2005 спонсор е нефтената компания „Сибнефт“. ЦСКА печели приходи от 54 млн. долара от договора си с компанията. От 2006 до края на 2008 година спонсор на отбора е банката „ВТБ“. На 24 юли 2009 спонсор става „Аерофлот“.
През 2008 и 2009 клубът разполага с бюджет от 50 милиона долара. На 18 февруари 2010 ЦСКА Москва подписва договор с нефтената компания „Башнефт“. На същата дата е подписан и спонсорски договор с „Хюндай“. Това увеличава клубните финанси до 64 млн. долара. На 24 февруари 2011 ЦСКА и „Башнефт“ удължават спонсорския договор. Бюджетът е увеличен на 75 652 000 долара. На 6 април 2011 клубът се сдобива с нов спонсор – банката „УБРиР“ (Уралска банка за реконструкция и развитие).
В края на август 2011 спонсор става модната компания „Черути 1881“. Според договора играчите, треньорите и ръководството трябва да са с костюми на марката на пресконференции и официални мероприятия. Игор Акинфеев, Алан Дзагоев, Сергей Игнашевич, Сейду Думбиа и Евгени Алдонин заснемат фотосесия с костюмите на марката. На 24 ноември е подписан спонсорски договор с „Промсвязбанк“.
След края на сезон 2012 „армейците“ разтрогват с „Башнефт“ и подписват спонсорски договор с „Аерофлот“ на стойсност 9 млн. евро. От юли 2013 спонсор на отбора е електрокомпанията „Российские сети“. След 2014 г. поради загубите на бизнеса на Евгений Гинер в Украйна тимът значително съкращава бюджета си.
През сезон 2020/21 ЦСКА подписва с ред спонсори – компанията по информатика „Икс Холдинг“, букмейкърската компания „Fonbet“, аптеките „Еаптека“.

### Спонсори
| От   | До   | Спонсор      | Забележка                          |
| ---- | ---- | ------------ | ---------------------------------- |
| 1911 | 2004 |              | без спонсор                        |
| 2004 | 2004 | Конти        |                                    |
| 2004 | 2005 | Сибнефт      | Руска нефтена компания             |
| 2006 | 2008 | ВТБ          | Руска банка                        |
| 2009 | 2013 | Аерофлот     | Руските авиолинии                  |
| 2010 | 2012 | Башнефт      | Руска нефтена компания от Башкирия |
| 2010 | -    | Хюндай       | Корейски автомобилен производител  |
| 2010 | 2012 | Темпбанк     | Руска банка                        |
| 2010 | 2012 | Hankook      | Производител на гуми               |
| 2011 | 2012 | УБРиР        | Руска банка                        |
| 2011 | 2013 | Промсвязбанк | Руска банка                        |
| 2013 | 2021 | Россети      | Електрическа компания              |

### Трансфери
Трансферната политика на тима е да привлича млади футболисти, които да развива и впоследствие продава. Най-скъпият входящ трансфер е на Никола Влашич (23 милиона евро). През 2020 г. тимът плаща 15 милиона евро за Чидера Еджуке. Други трансфери над 10 милиона евро са Марио Фернандес и Сейду Думбия, които оставят значителна следа в клуба. Сред рекордните покупки се нарежда и Зоран Тошич, който е закупен за 9.50 милиона евро. По 8 милиона евро са платени за играчите Вагнер Лав (2004) и Рамон (2007).
Рекордните продажби на ЦСКА са трансферите на Никола Влашич и Александър Головин съответно в Уест Хем и Евертън за по 30 милиона евро. Най-много пари отборът е спечелил от трансфера на Юрий Жирков. Жирков е купен през 2004 г. от Спартак Тамбов за 300 хиляди евро, а е продаден на ФК Челси за 21 милиона. Освен това отборът печели 20% от трансферната сума на Жирков, когато през август 2011 г. той е закупен от Анжи.
Първият чужденец, който не е от бившите съветски републики, играл в ЦСКА е бразилският халф Леонидас Ферейра. Той изиграва 9 мача и вкарва 6 гола. Заедно с него в тима пристига сънародникът му Леандро Самарони.
Най-много нови футболисти в тима идват през 2002 г. – 11. Най-малко са привлечени през 2006 г. – само един. Това е бразилецът Жо.

## Екипировка
От 1911 до 1938 цветовете на екипите на отбора са сини и бели. От 1939 ЦСКА Москва играе в синьо и червено. Червеното символизира съветската армия, а синьото е въведено, защото цветът е бил разпространен сред екипировките на футболните отбори. Първият си мач с тези екипи изиграват на 12 май, срещу Динамо Сталинград
В началото на 60-те „армейците“ играят с бели екипи, а няколко години по-късно-с черни. От края на 70-те до 1991 отборът играе с червено-бели екипи. В края 80-те тимът не е имал пари за екипировка и е използвал екипите на хандбалния отбор.
През 1990-те години „армейците“ играят с червено-сини екипи. Тяхната ера продължава до 2003 година. През сезон 1996 екипът е малко по-различен и е произведен от Nike. През 2000 производител на екипировката е Адидас, а от началото на 21 век до 2008 екипите на отбора са изработвани от Umbro. През 2004 се появява нов екип – светолочервен, с тъмносини гащета. Резервните екипи са златисти. От 2006 до 2009 московският клуб играе с тъмночервени екипи и черни гащета. Резервните екипи са бял и черен и са произведени от Reebok. През 2010 екипът отново е червено-син. Резервният екип е бял със светлосиви вертикални ленти и бели гащета. На екипът са сложени емблемите на спонсорите – Башнефт и Хюндай.
На 8 май 2011, в мач срещу Динамо Москва, ЦСКА излизат с нови гостуващи екипи – сини със светлосини ивици. На 24 септември ЦСКА излизат с нови екипи – червени фланелки със сини гащета. Имената и номерата на играчите са изписани със златни букви, а емблемата на ЦСКА е върху тази на ОЛЛС. Тези юбилейни екипи са използвани само в един мач – срещу Волга.
От юни 2012 производител на екипите става отново Адидас. Резервният екип за сезон 2012/13 е чисто бял, а вратарският е светлосин. През 2015/16 титулярният екип е чисто червен, резервният екип е светлозелен.

## Химн
ЦСКА няма химн. Неофициален такъв е песента „Непобедимый ЦСКА“. Текстът е написан от Олег Газманов.
Вновь от восторга ревет стадион,

Славных героев встречает он.

Знамя победы несут сквозь века

Наши армейцы из ЦСКА.

Так пусть сияет и расцветает,

Сверкает золотом побед

Наш клуб любимый, непобедимый,

Нигде такого больше нет.

Видите море армейских знамен?

Ветер поет: „ЦСКА – чемпион!“

Дружно шагают, их поступь легка – 

Это армейцы из ЦСКА.

Так пусть сияет и расцветает,

Сверкает золотом побед

Наш клуб любимый, непобедимый,

Нигде такого больше нет.

Несокрушимый стоит бастион,

Символ армейского спорта он.

В спорте армейцы идут словно в бой,

Каждый сражается как герой.

Так пусть сияет и расцветает,

Сверкает золотом побед

Наш клуб любимый, непобедимый,

Нигде такого больше нет.